# Bajrabarahi
Bajrabarahi (Nepali बज्रबाराही) ist eine Stadt (Munizipalität) im Kathmandutal in Nepal und gehört zum Ballungsraum Kathmandu.
Die Stadt liegt im Süden des Distrikts Lalitpur. Bajrabarahi entstand im September 2015 durch Zusammenschluss der Village Development Committees (VDCs) Chapagaun, Jharuwarasi, Lele und Thecho.
Das Stadtgebiet umfasst 38,4 km².

## Einwohner
Bei der Volkszählung 2011 hatten die VDCs, aus denen die Stadt Bajrabarahi entstand, 39.203 Einwohner.